# 順布賴達峰

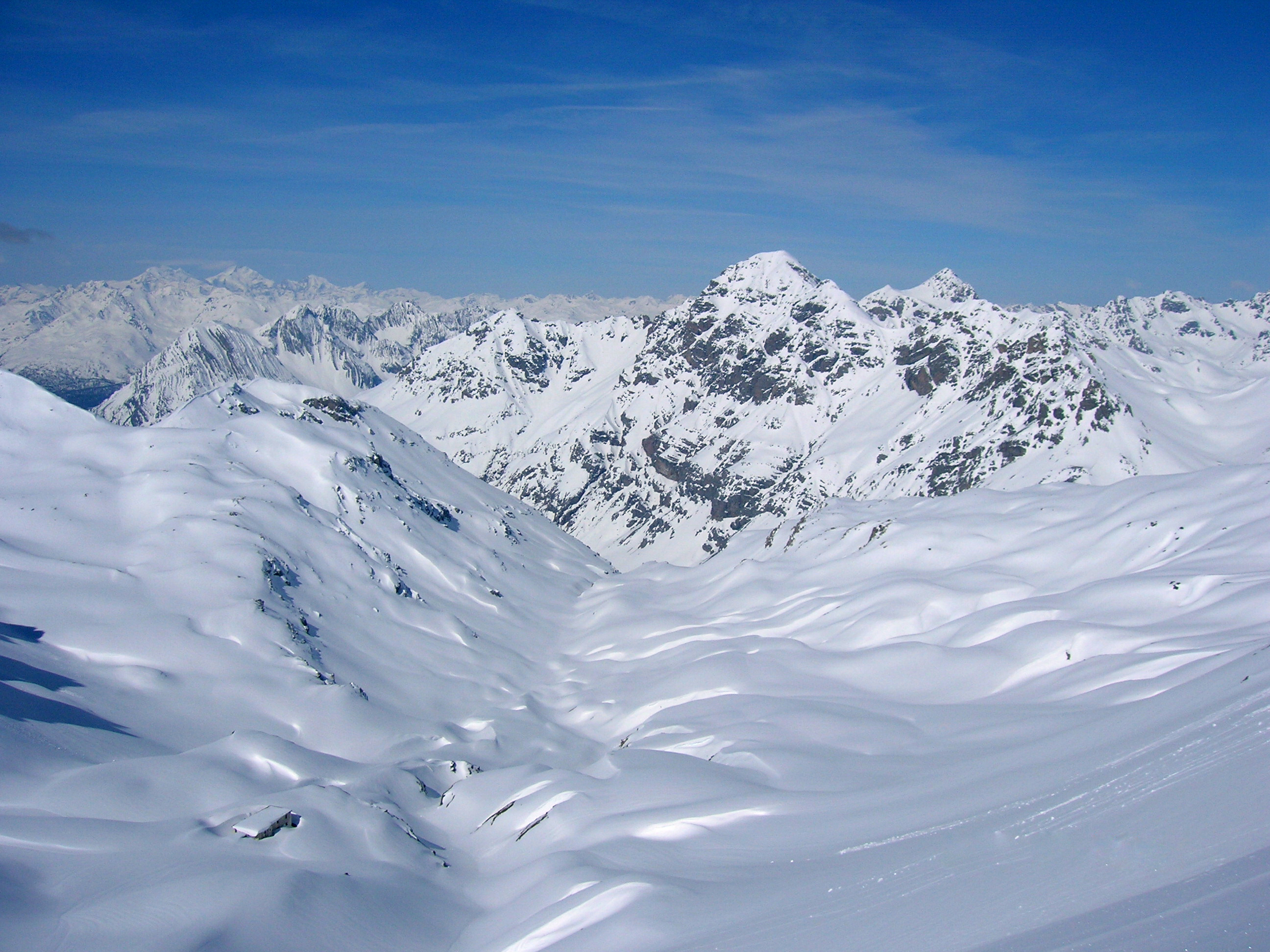

46°32′34″N 10°20′18″E / 46.54278°N 10.33833°E
順布賴達峰，是中歐的山峰，位於意大利和瑞士接壤的邊境，屬於奥特莱斯山的一部分，海拔高度3,125米，每年平均降雨量1,386毫米。